# Grand Prix d'été de saut à ski 2005
Le Grand Prix d'été de saut à ski 2005 est la 12e édition du Grand Prix d'été de saut à ski organisé par la FIS, il fut remporté par le tchèque Jakub Janda. 

## Classement général
| Place | Nom                | Pays               | Points |
| ----- | ------------------ | ------------------ | ------ |
| 1     | Jakub Janda        | République tchèque | 606    |
| 2     | Wolfgang Loitzl    | Autriche           | 470    |
| 3     | Thomas Morgenstern | Autriche           | 466    |
| 4     | Andreas Kuettel    | Suisse             | 297    |
| 5     | Janne Happonen     | Finlande           | 270    |
| 6     | Jan Matura         | République tchèque | 242    |
| 7     | Andreas Kofler     | Autriche           | 200    |
| 8     | Robert Kranjec     | Slovénie           | 184    |
| 9     | Georg Spaeth       | Allemagne          | 180    |
| 10    | Michael Neumayer   | Allemagne          | 169    |

## Résultats
| Date              | Lieu          | Vainqueur                                                              | Deuxième                                                               | Troisième                                                                       |
| 6 août 2005       | Hinterzarten  | Allemagne Michael Neumayer Georg Spaeth Alexander Herr Michael Uhrmann | Finlande Juha-Matti Ruuskanen Tami Kiuru Matti Hautamaeki Janne Ahonen | Autriche Wolfgang Loitzl Andreas Widhoelzl Martin Hoellwarth Thomas Morgenstern |
| 7 août 2005       | Hinterzarten  | Wolfgang Loitzl                                                        | Janne Ahonen                                                           | Thomas Morgenstern                                                              |
| 13 août 2005      | Einsiedeln    | Robert Kranjec                                                         | Janne Happonen                                                         | Jakub Janda                                                                     |
| 14 août 2005      | Courchevel    | Thomas Morgenstern                                                     | Michael Neumayer                                                       | Wolfgang Loitzl                                                                 |
| 27 août 2005      | Zakopane      | Jakub Janda                                                            | Thomas Morgenstern                                                     | Wolfgang Loitzl                                                                 |
| 31 août 2005      | Predazzo      | Jakub Janda                                                            | Andreas Kuettel                                                        | Wolfgang Loitzl                                                                 |
| 3 septembre 2005  | Bischofshofen | Andreas Kuettel                                                        | Jakub Janda                                                            | Michael Uhrmann                                                                 |
| 10 septembre 2005 | Hakuba        | Jakub Janda                                                            | Janne Happonen                                                         | Thomas Morgenstern                                                              |
| 11 septembre 2005 | Hakuba        | Jakub Janda                                                            | Wolfgang Loitzl Thomas Morgenstern                                     |                                                                                 |